# Napad na placówkę Narodowego Banku Polskiego w Wałbrzychu
Napad na placówkę Narodowego Banku Polskiego w Wałbrzychu – akcja przeprowadzona 6 listopada 1946 r. przez oddział Narodowych Siły Zbrojnych.
W 1946 roku były członek Armii Krajowej z Piotrkowa Trybunalskiego Zbigniew Gromadzki przyjechał do Lubania, gdzie spotkał Józefa Dylę. Razem zwerbowali Jana Kotnowskiego, z którym dokonali 13 września 1946 roku napadu na Spółdzielnię Społem w Lubaniu. Z pomocą pistoletu sterroryzowali sprzedawców i wynieśli z kasy 917 tys. zł.
Po napadzie do grupy dołączyli Zbigniewa Mordala i Jan Kaczmarek, który miał pistolety parabellum i nagan. Wspólnie zrealizowali 11 października 1946 roku napad na Bank Gospodarstwa Krajowego w Jeleniej Górze, podczas którego uzyskali ze skarbca bankowego 2,5 mln zł.
Krótko potem w rodzinnym Piotrkowie Trybunalskim Gromadzki i Dyla spotkali byłego członka Armii Krajowej i powstańca warszawskiego Kazimierza Stańczyka-Pawłowskiego ps. Kończyc II, który był podporucznikiem i dowódcą oddziału Narodowych Siły Zbrojnych - Komendy Oddziału Dywersyjno-Wywiadowczego, Okręg X, który przyjął ich do NSZ i uzyskał poświadczenie zamiaru przejęcia pieniędzy z napadu na potrzeby działalności NSZ. Przed planowanym napadem na NBP w Wałbrzychu do grupy dołączyli jeszcze Henryk Będkowski i Jerzy Mistel.

## Przebieg napadu
6 listopada 1946 r. o godzinie 15.30 Kaczmarek, Będkowski i Misztela stanęli na czatach, pozostali weszli do placówki banku, zaś Stańczyk-Pawłowski nie brał udziału w akcji. Członkowie organizacji rozbroili strażnika, a obecnych sterroryzowali bronią. Gdy Gromadzki i Mordala próbowali sforsować skarbiec, korzystając z zamieszania, dyrektor placówki Mieczysław Trzciński wezwał milicję i UB.
Wobec szybkiego pojawienia się funkcjonariuszy napastnicy przedostali się na górne piętro i usiłowali uciec. Gdy funkcjonariusze zaczęli do nich strzelać, Gromadzki oddał kilka serii do milicjantów i postrzelił jednego z nich – Tadeusza Pyziaka, jednak zaraz potem członkowie grupy poddali się. Trójka członków stojąca na czatach zdołała zbiec.

## Następstwa
Już 11 listopada Stańczyk-Pawłowski zorganizował napad na sklep monopolowy w Piotrkowie Trybunalskim, do którego zwerbował Jerzego Kasperczyka i Remigiusza Kapę, ale ci zrezygnowali i wrócili do mieszkania Stańczyka-Pawłowskiego, gdzie milicja zorganizowała zasadzkę. W tym samym dniu we Wrocławiu aresztowano Będkowskiego i Kaczmarka. Nie udało się natomiast ująć Jerzego Miszteli i pracownicy starostwa Krystyny Urbańskiej, która wyrobiła Miszteli dokumenty na fałszywe nazwisko.
Śledztwo wszczęto 6 listopada 1946 roku, a zakończono 27 listopada 1946 roku, stawiając zarzuty 10 osobom. Proces w trybie doraźnym przed Wojskowym Sądem Rejonowym we Wrocławiu odbył się w siedzibie Komendy Powiatowej Milicji Obywatelskiej w Wałbrzychu, a wyrok zapadł 7 grudnia 1946 roku. Zbigniewa Gromadzkiego, Józefa Dylę, Jana Kotnowskiego i Kazimierza Stańczyka-Pawłowskiego sąd skazał na karę śmierci oraz utratę praw publicznych z przepadkiem mienia. Wyroki zostały wykonane w lutym 1947 roku. Natomiast wyroki śmierci dla Zbigniewa Mordali i Jana Kaczmarka prezydenta Bolesław Bierut zmienił na dożywotnie więzienie, a karę śmierci dla Henryka Będkowskiego na 15 lat więzienia. Remigiusza Kapę i Jerzego Kasperczyka skazano na karę 10 lat więzienia.

## Ciekawostki
W czasie napadu dyrektor Mieczysław Trzciński mieszkał w mieszkaniu służbowy nad bankiem wraz z rodziną, w tym z 15-letnim synem Krzysztofem.